# Lady Wright
Die Lady Wright war ein Passagierschiff auf dem Gambia-Strom im westafrikanischen Staat Gambia. Es wurde für einen regelmäßigen Fahrbetrieb längs des Flusses eingesetzt.

## Geschichte
Der Stapellauf des Passagierschiffes erfolgte am 28. Juni 1949. Es wurde für die damalige britische Kolonie Gambia von der Werft John Morris and Co. in Gosport gebaut und 1950 als Ersatz für die 1948 gesunkene Lady Denham in Betrieb genommen. Getauft wurde das Schiff auf dem Namen Lady Wright, der Name der Gemahlin des damaligen britischen Gouverneurs Andrew Barkworth Wright.
Das Schiff verkehrte über eine Strecke von 390 Kilometer bzw. 320 Meilen von der gambischen Hauptstadt Bathurst (heutiger Name: Banjul) am Atlantischen Ozean flussaufwärts bis nach Basse Santa Su. Diese Strecke legte es innerhalb rund einer Woche zurück. Gelegentlich wurde auch Fatoto angelaufen. Der Fahrplan sah vor, dass die Lady Wright jeden zweiten Montag um 18:00 von Bathurst ablegte und rund 20 Anlaufpunkte flussaufwärts des Gambias ansteuerte.
Die Lady Wright diente seinerzeit, wie auch die spätere Lady Chilel Jawara, als mobiles Postamt. Die Postsendungen wurden ohne Aufpreis mit dem Stempel „T.P.O. – Travelling Post Office“ versehen.
Ende der 1970er gab es ein Brandanschlag von linksgerichteten Regierungsgegner auf das Schiff.
Nach 30 Jahren im Dienst wurde es im April 1977 durch die Lady Chilel Jawara ersetzt und 1979 abgewrackt.

## Technische Daten
Die Lady Wright war für den Transport von 280 Passagieren auf drei Decks ausgelegt. Sie war 160 Fuß lang (= 48,77 Meter) und hatte eine Verdrängung von 565 t. Angetrieben wurde sie von zwei Dieselmotoren mit je 330 PS Leistung. Das Schiff konnte eine maximale Geschwindigkeit von zwölf Knoten erreichen.
Es hatte Platz für zwölf Passagiere für die 1. Klasse auf dem dritten Deck, die in fünf Doppelbett- und zwei Einzelbettkabinen untergebracht wurden. In der 2. Klasse gab es Platz für 18 Passagiere in einer Zweibett- und vier Vierbettkabinen, ebenfalls auf dem dritten Deck. Deckpassagiere fasste das Schiff maximal 250. Es konnte 120 t Ladung transportieren. Die Besatzung bestand aus 18 Mann.
Das bemerkenswerte an diesem Schiff war der damalige weite Einsatz von Leichtmetall, so wurde über 35 t Leichtmetall verwendet, wo an gleicher Stelle 70 t Stahl verbaut gewesen wäre.
Das Schiff war 1953, 1978 und 1992 als Motiv auf Briefmarken abgebildet.